# Steinbruch Steltenberg
Der Steinbruch Steltenberg befindet sich am 257 Meter hohen Steltenberg im Landschaftsschutzgebiet Steltenberg, Oege im Hagener Stadtteil Hohenlimburg, Ortsteil Oege (Nordrhein-Westfalen). Östlich grenzt der Iserlohner Stadtteil Letmathe an. Im Westen grenzt das Naturschutzgebiet Steltenberg an mit dem aufgelassenen Steinbruch Rolloch. Betreiber sind die Hohenlimburger Kalkwerke.

## Geologie
Abgebaut wird Massenkalk aus einem ehemaligen Korallenriffs des Givetiums und des Oberen Devons. Neben Kalk und Dolomitgestein treten stellenweise Karstschlotten auf, die mit jüngeren Sedimenten wie Sande, Schluffe, Tone, Grünsand und Quarzkiese gefüllt sind.  Es gibt sehr gut erhaltenen Fossilien im Steinbruch der HKW, wo der Massenkalk zwar stellenweise dolomitisiert, an anderen Bereichen aber mergelige (kalkig-tonig) Gesteine, bituminöse Schiefer und in Spalten auch fossilreiche Lockergesteine eingeschaltet sind. Bei der Fauna handelt es sich um eine typisch obergivetische (382 - 375 Millionen Jahre) „Stringunc-Fauna“, die durch die Brachiopoden Stringocephalus burtini („Eulenkopf“) und Uncites gryphus bestimmt wird. In den Klüften finden sich Mineralien wie Calcit in mehreren Varietäten, Quarz, Pyrit, Baryt, Malachit, Mangan, Limonit und Hämatit.

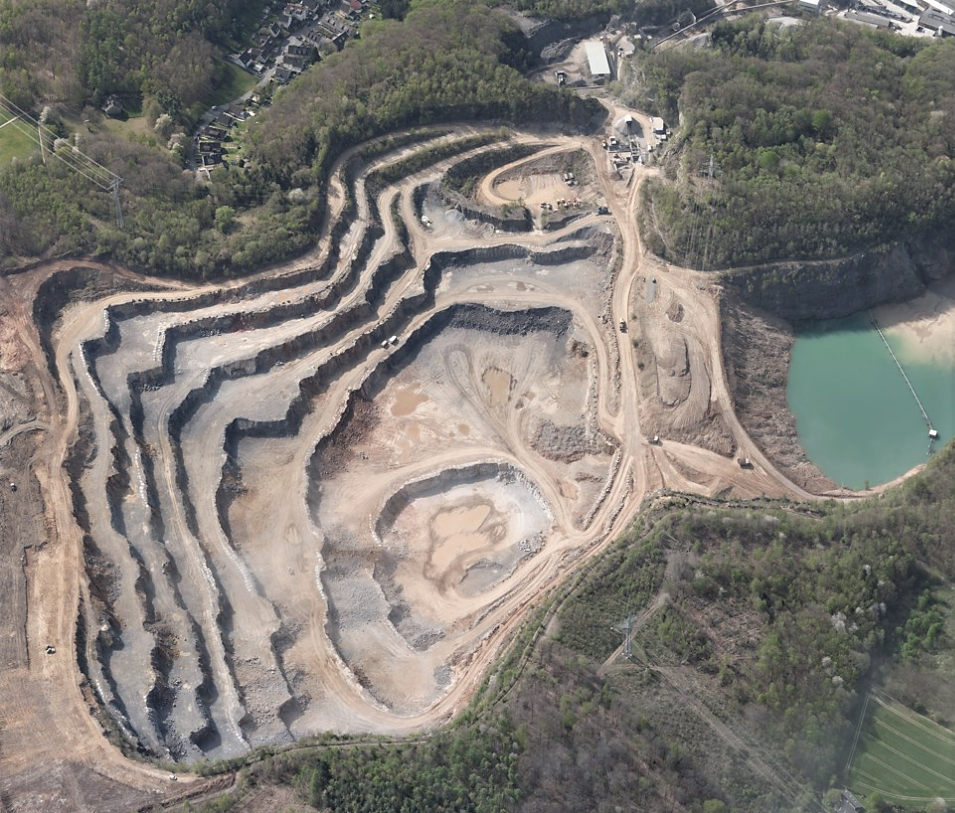
Luftbild vom Bruch
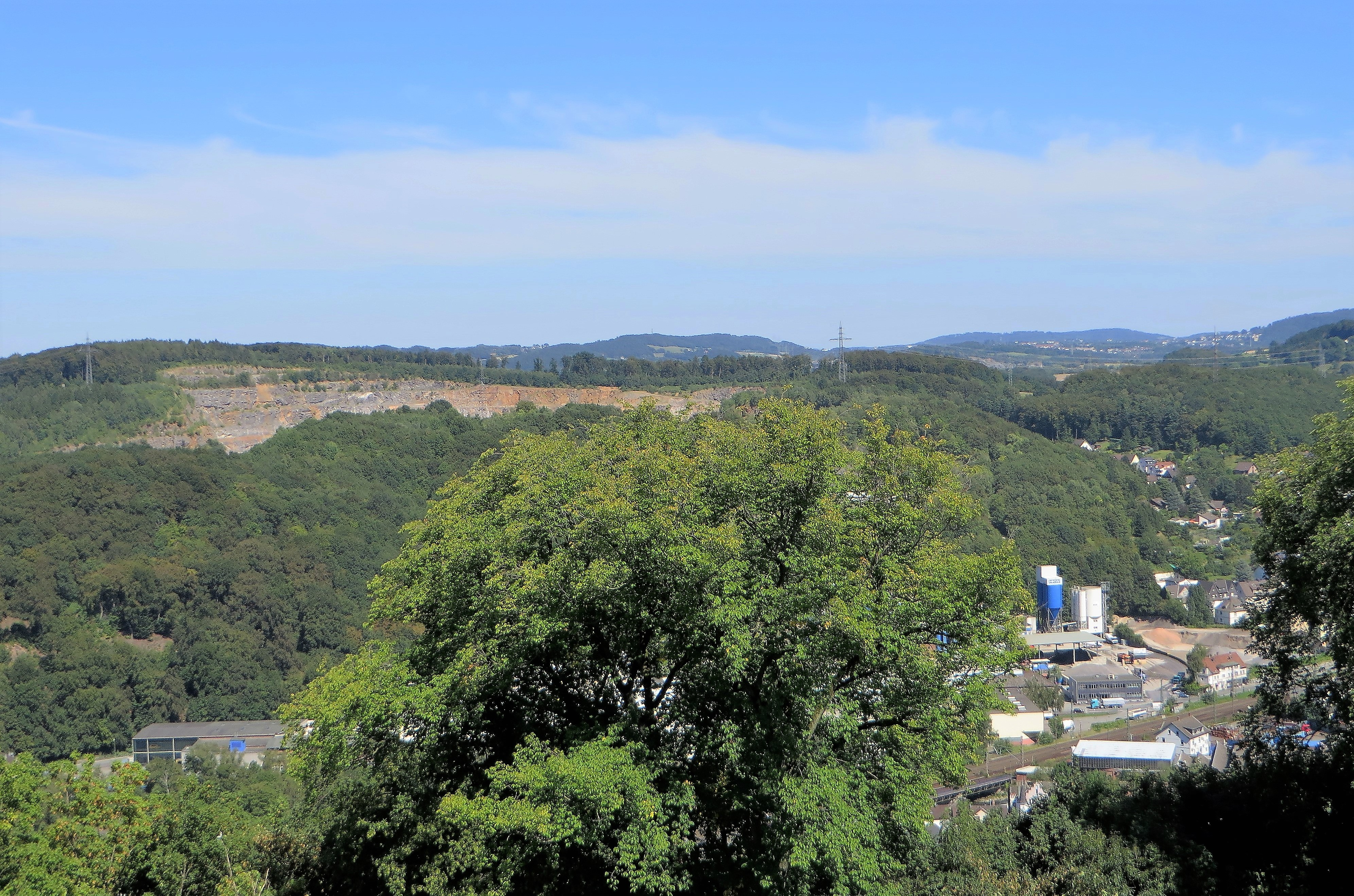
Blick vom Schloss
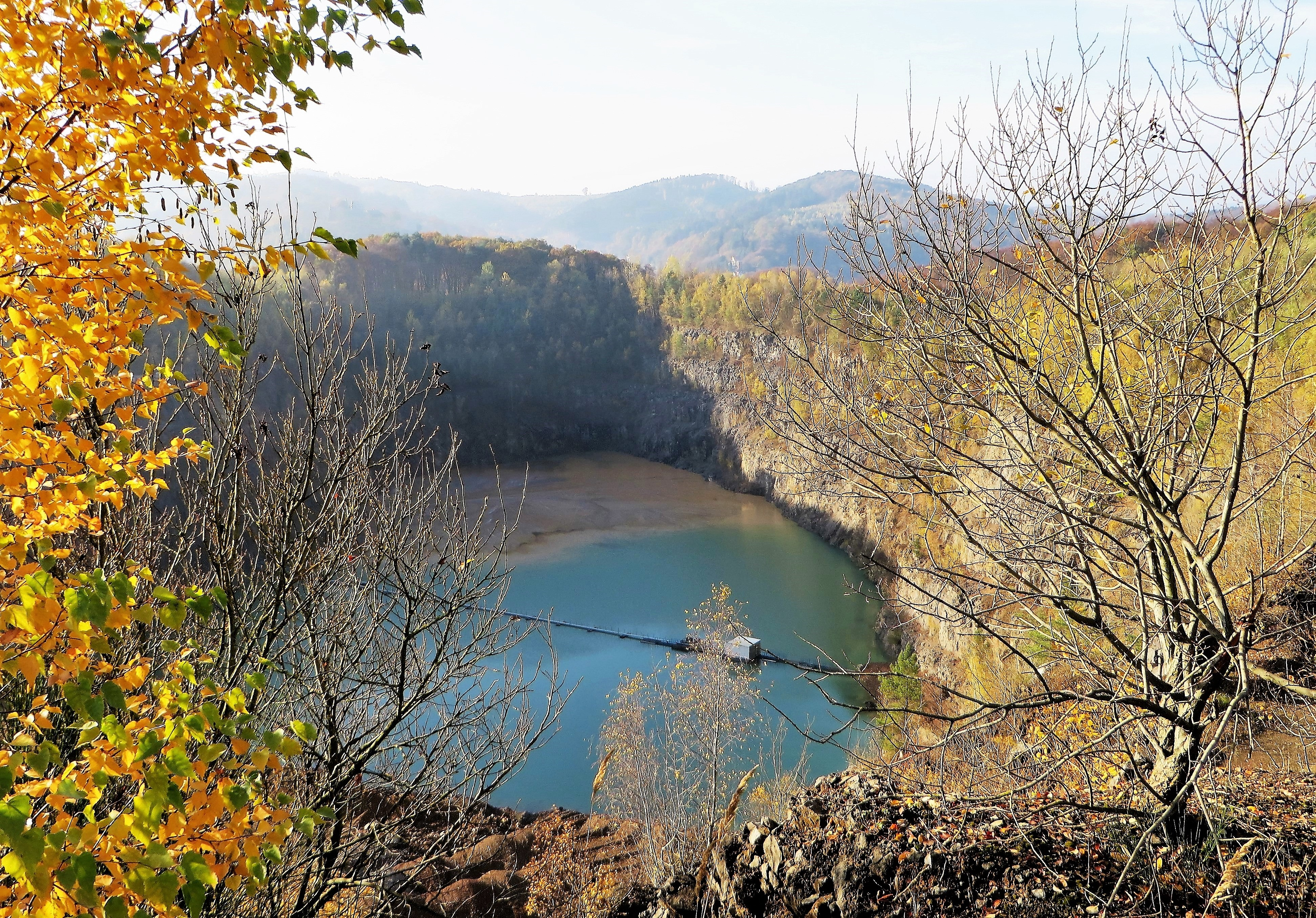
Wassertrichter Steinbruch Steltenberg
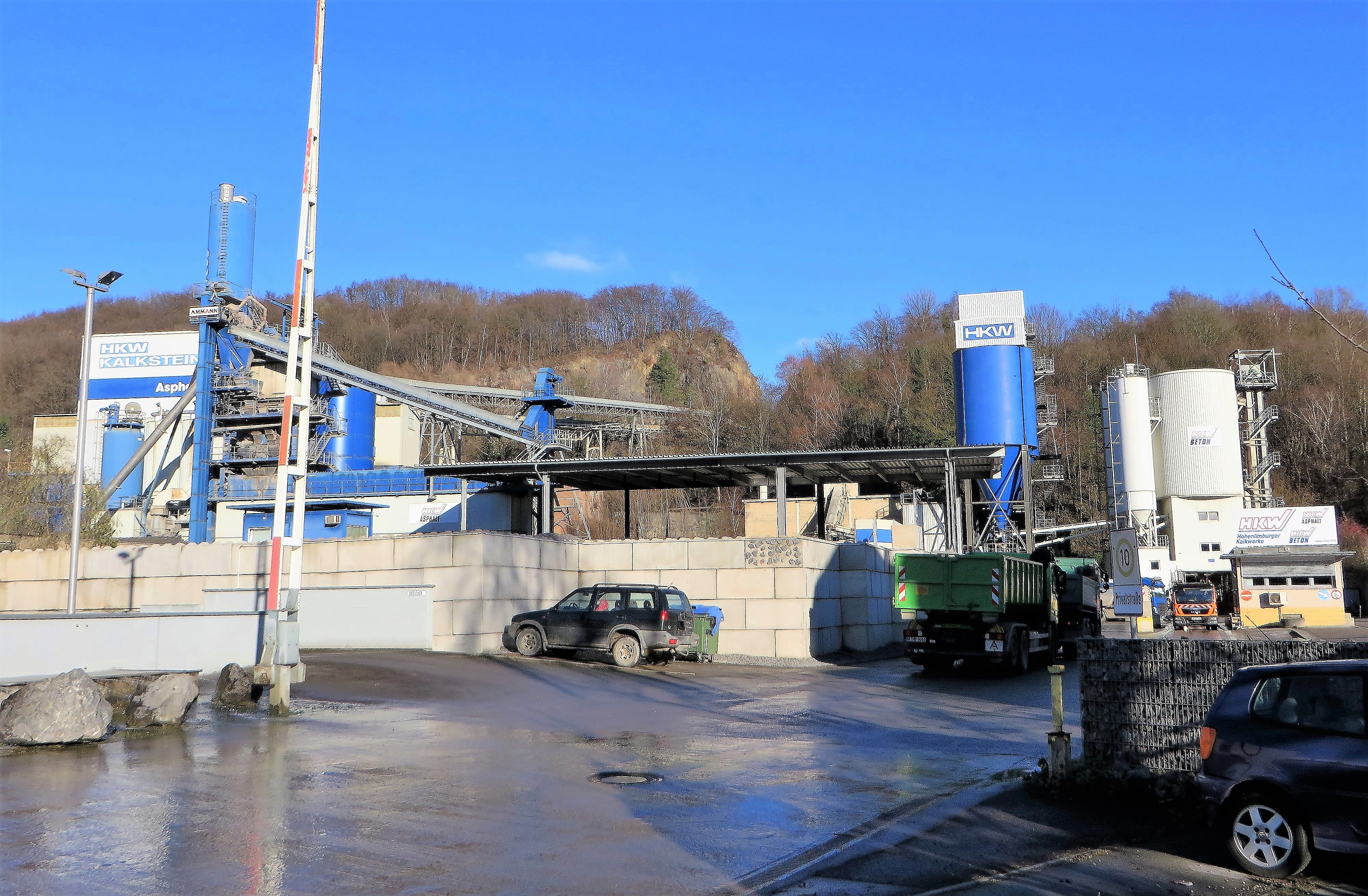
Aufbereitung
- 3D-Geländemodell des Steinbruchs